# Der Tänzer meiner Frau
Der Tänzer meiner Frau ist eine deutsche Stummfilmkomödie von Alexander Korda mit Maria Corda und Willy Fritsch in den Hauptrollen. Die Geschichte basiert auf dem französischen Boulevardstück Le Danseur de Madame von Paul Armont und Jacques Bousquet.

## Handlung
Die heitere Ehe- und Tanzkomödie über einen Tanz-Beziehungsreigen beginnt mit der simplen Erkenntnis im Hause des Pariser Ehepaars Chauvelin, dass Madame das Tanzen liebt, während ihr steifer Gatte eher ein absoluter Tanzmuffel ist. Lucille versucht ihren Mann Edmond immer wieder dazu zu überreden, endlich mit ihr über das Parkett zu schweben, aber er will partout nicht und findet tanzen blöd. Davon lässt sich Lucille aber nicht beirren und geht stattdessen allein zum schwofen. Ein Ersatzpartner ist in Claude Gerson, einem tanzfreudigen Freund ihres Gatten, schnell gefunden. Claude hat schon seit geraumer Zeit ein Auge auf Lucille geworfen, wurde aber bislang stets von dieser abgewiesen. Endlich sieht er seine große Chance gekommen …
Im Tanzsaal trifft Lucille auf den attraktiven Max de Sillery, nicht nur ein Freund Claudes, sondern zugleich ein begnadeter Tänzer. Sie ist wie verzaubert, als Max sie über den Tanzboden führt, und beide tanzen bis tief in die Nacht. Anschließend geht das Paar gemeinsam fort und setzt seine Feier im Appartement von Yvonne Trieux fort. Die junge Frau ist nicht nur Schauspielerin, sondern zugleich eine Nachbarin des Ehepaars Chauvelin. Edmond Chauvelin sieht nun eine gute Gelegenheit, es seiner lustwandelnden Gattin heimzuzahlen und mit der Nachbarin hemmungslos zu flirten. Die wiederum nutzt die Gunst der Stunde, um ihren Freund Max eifersüchtig zu machen und beginnt mit Edmond herumzupoussieren. Schließlich aber lösen sich die Beziehungs- wie Tanzkonflikte einvernehmlich wieder auf, und die alten Paarungen finden wieder zueinander. Edmond hat eingesehen, wie viel Bedeutung der Tanz in Lucilles Leben besitzt und lernt nun endlich selbst tanzen.

## Produktionsnotizen
Die Dreharbeiten fanden im Juni 1925 statt. Die Uraufführung war am 6. November 1925 im Berliner UFA-Theater am Kurfürstendamm. Für den Sechsakter wurde ein Jugendverbot verhängt.
Paul Leni entwarf die Filmbauten. Marlene Dietrichs ungenannter Kurzauftritt als Trompeterin einer Jazzband blieb weithin unbemerkt; ihr Gatte Rudolf Sieber übernahm bei dieser Produktion den Job eines Aufnahmeleiters.
Für Fritsch war dieser Film eine echte Herausforderung, behauptete er doch zeitlebens, dass er ein miserabler Tänzer sei.

## Kritiken
Hans Feld erinnerte anlässlich von Alexander Kordas Inszenierung Madame wünscht keine Kinder im Film-Kurier Nr. 293 vom 15. Dezember 1926, dass der Regisseur mit „Der Tänzer meiner Frau die beste Gesellschaftskomödie der Saison geschaffen“ habe, und das Berliner Tageblatt vom 7. November 1925 lobte Willy Fritsch mit den Worten, er wirke in seinem Auftritt „lustig und erfreulich“.